# Ярник, Урбан
Урбан Ярник (11 мая 1784 — 11 июня 1844) — священник, историк, поэт, автор и этнограф из словенской Каринтии.

## Биография
Урбан Ярник родился в нижней долине Гейл в герцогстве Каринтия. Он служил приходским священником в нескольких деревнях и поселках по всей южной Каринтии, в том числе Клагенфурте и Мосбурге, которые в то время еще были населены словенскоговорящими людьми.
Живя среди словенско-говорящего населения, Ярник проявлял интерес ко многим словенским диалектам той эпохи. Он стал первым словенским диалектологом и этнографом.
Он был одним из редакторов двуязычного научного и культурного журнала «Каринтия», издаваемого в Клагенфурте. В своих многочисленных статьях он писал об обычаях и сельских культурных традициях местных словенцев. Он также собрал и издал несколько книг со словенскими и славянскими народными песнями и сказками.
Он сильно повлиял на последующие поколения словенских этнологов, собирателей фольклора, и филологов которые жили или работали в Каринтии, таких как Антон Янежич, Матия Маяр, Матия Ахацел, и Антон Мартин Сломшек.
Урбан Ярник умер 11 июня 1844 года в городе Мосбурге.